# Pont Al Maktoum
Le pont Al Maktoum (en arabe : جسر آل مكتوم; également connu en arabe sous le nom de جسر المكتوم) est un pont qui traverse la creek de Dubaï à Dubaï, Émirats arabes unis. C’est l’un des six points de franchissement de la creek et le premier pont construit à Dubaï. Les autres sont le tunnel Al Shindagha, le pont flottant de Dubaï, le pont Al Garhoud et le Business Bay Crossing. Le métro de Dubaï passe également sous la creek.

## Histoire
Ouvert en 1963, ce pont a permis aux habitants de traverser de Bur Dubai à Deira (ou inversement) sans avoir recours aux bateaux-taxis appelés abras, ou sans devoir faire le tour complet de la creek. Pour financer le pont, un péage a été instauré pour les véhicules allant de Deira vers Bur Dubai, mais il n’y en avait pas dans l’autre sens. Une fois le pont entièrement remboursé en 1973, le péage a été supprimé.
En 2007, le pont et les routes y menant ont été élargis pour en augmenter la capacité et réduire les embouteillages. Avant les travaux, la circulation aux heures de pointe atteignait 8 000 véhicules/heure en direction de Deira–Bur Dubai et 8 500 dans le sens inverse. Les nouvelles voies ont été ouvertes le 7 novembre 2007. Actuellement, le pont peut accueillir jusqu’à 22 000 véhicules/heure dans les deux sens.
Le péage (appelé Salik) a été réintroduit sur le pont Al Maktoum le 9 septembre 2008 dans les deux sens. Aucun péage n’est appliqué lorsque le pont flottant de Dubaï est fermé (de 22h à 6h du lundi au samedi, et toute la journée le dimanche).
En 2024, l’Autorité des routes et des transports de Dubaï (RTA) a annoncé un plan de maintenance détaillé pour soutenir sa vision : « devenir un leader mondial d’une mobilité fluide et durable ». Ce plan en cinq volets comprend un entretien préventif quotidien, hebdomadaire, mensuel, trimestriel, ainsi qu'une révision annuelle complète du pont. La majorité de ces opérations sont réalisées pendant les fermetures nocturnes du pont, deux fois par semaine après minuit.

## Caractéristiques techniques
Le pont Al Maktoum se distingue par son mécanisme hydraulique permettant l’ouverture du tablier pour laisser passer le trafic maritime, essentiel pour les grands navires naviguant sur la creek. Ce système repose sur des pompes hydrauliques et capteurs sophistiqués assurant un fonctionnement fluide et sécurisé.
Sa conception inclut des dispositifs de sécurité et de contrôle opérationnel, comme des inspections des systèmes hydrauliques, des connexions électriques et de l’intégrité structurelle. La RTA emploie des techniques de maintenance avancées pour prolonger la durée de vie du pont et améliorer la fluidité du trafic. Ces travaux comprennent des inspections structurelles, des renforcements et des modernisations pour faire face à l’usure quotidienne et aux conditions environnementales. Les fermetures programmées permettent à la RTA de réaliser ces améliorations sans perturber les heures de pointe.